# Marensin
El Marensin (o Marencin) es un pequeño territorio costero de las Landas de Gascuña, situado entre la corriente del Contis y la de Soustons.

## Etimología
El Marensin parece tener el mismo origen que el Maremne. Ambos se refieren al puerto de Marepnes que aparece en mapas antiguos en la orilla norte del golfo que una vez estuvo entre Léon y Vielle-Saint-Girons. Este golfo de Marepnes se convirtió en Marepnes Sinus, luego Marensin.

## Geografía
Incluido entre Maremne y País de Born, el Marensin se extiende desde Soustons hasta la corriente de Contis. Limita al oeste con el Océano Atlántico (algunos balnearios se extienden a lo largo de la costa, la más natural de toda la Côte d'Argent).
El gentilicio de sus habitante es marencinot.
El Marensin tiene muchos estanques. Los pueblos principales son: Vieux-Boucau-les-Bains, antiguo estuario del Adur, Magescq, Castets, Léon, Vielle-Saint-Girons y Linxe.

## Historia
Los hallazgos de hachas pulidas y pedernales cortados confirman que el Marensin estuvo poblado antes de la Edad del Bronce. 
En la Edad Media, una de las rutas de peregrinación a Santiago de Compostela (vía de Soulac por el litoral aquitano) atravesaba lo que entonces era la baronía de Marensin. Esta unidad feudal incluía las parroquias que se convertirían en comunas a partir de 1790 y la creación de los departamentos franceses:
| - Azur - Castets - Vieux-Boucau-les-Bains - León - Linxé - Lit-et-Mixe | - Magescq - Moliets-et-Maa - Menssanges - Vielle-Saint-Girons - Saint-Michel-Escalus - Taller |

Durante cerca de seis siglos, Marensin dependió del sistema feudal-vasallático: se compró, se cambió, se confiscó, fue objeto de codicia, de recompensa, fuente de conflicto.
Bajo la influencia inglesa, después del matrimonio de Leonor de Aquitania, quedó bajo el dominio de la Casa de Albret hasta 1584, cuando su heredero Enrique III de Navarra, el futuro Enrique IV de Francia, vendió la baronía. El barón de Tingon, los señores de La Barre, de Ferrade son los sucesivos compradores. En el siglo XVIII, los condes de Marcellus serán los últimos barones.
Durante el siglo XIX, muchos habitantes de Marensin y del País de Born (llamado «marensinas» por los autóctonos) vendrán a poblar los cantones «landas» del este (Landas, Lot-et-Garonne, Gironda), plantadas recientemente con pinos marítimos para explotar la resina, actividad que se practica desde hace mucho tiempo en la costa.

## Lenguas habladas
- Francés (idioma oficial, hablado y entendido por toda la población)
- Gascón (vernáculo, todavía en uso en las zonas rurales).

## Economía
Le Marensin produce vino de arena del viñedo Ocean Sands.